# Victor Howard Metcalf
Victor Howard Metcalf (Utica, 10 ottobre 1853 – 20 febbraio 1936) è stato un politico statunitense.

## Biografia
Fu il trentottesimo segretario della marina statunitense sotto il presidente degli Stati Uniti d'America Theodore Roosevelt. Studiò in varie scuole private e al Yale College terminando poi nel 1876 il suo percorso d'istruzione. Si trasferì a Oakland, nello stato della California.
Sposò Emily Corinne Nicholson nel 1881, la coppia ebbe due figli. Alla sua morte il corpo venne sepolto al Mountain View Cemetery, a Oakland.